# Cordignano
Cordignano és un municipi italià, dins de la província de Treviso. L'any 2007 tenia 6.888 habitants. Limita amb els municipis de Caneva (PN), Cappella Maggiore, Colle Umberto, Fregona, Gaiarine, Godega di Sant'Urbano, Orsago, Sacile (PN) i Sarmede

## Administració
| Període | Identitat        | Partit      |
| ------- | ---------------- | ----------- |
| 2008-   | Roberto Campagna | Centredreta |